# Autoroute S3 (Géorgie)
Pour les articles homonymes, voir S3.
L'autoroute S3 ou route Mtskheta-Stepantsminda-Larsi   est une autoroute partant de Natakhtari et se terminant à Stephantsminda à la frontière entre la Géorgie et la Turquie.

## Présentation
L’autoroute S3 part de l'autoroute S1 à Natachtari et se dirige vers le nord via le col de Jvari et Stephantsminda en passant par les gorges de Darjal jusqu'au poste frontière avec la Russie. 
Après la frontière entre la Géorgie et la Russie, la route est prolongée par l'autotoute A161 jusqu'à Vladikavkaz, la capitale de la république russe d'Ossétie du Nord .
La route s'étire sur 139 kilomètres et fait partie de la route militaire géorgienne.
L'itinéraire se situe entièrement dans la région Mtskheta-Mtianeti et fait partie de la route européenne 117 et de la route asiatique 81. 
La route militaire géorgienne est la seule route terrestre ouverte entre la Russie et la Géorgie. 
Les routes via l'Ossétie du Sud et l'Abkhazie sont fermées au trafic de transit

## Tracé
- Mtskhéta
- Doucheti
- Stephantsminda